# Richard Harris Barham

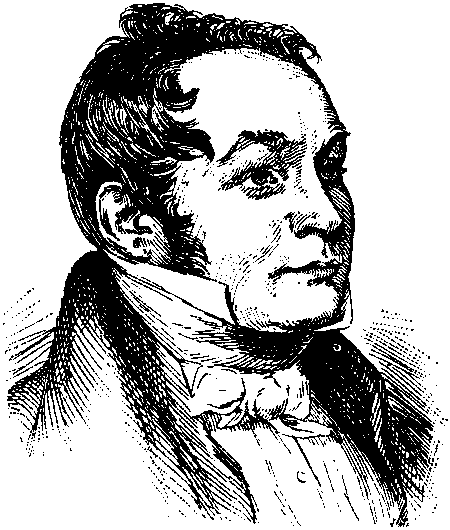
Richard Harris Barham

Richard Harris Barham (* 6. Dezember 1788 in Canterbury, England; † 17. Juni 1845 in London) war ein englischer Dichter.

## Leben
Richard Harris Barham wurde nach Abschluss seiner Studienzeit im Jahre 1813 für das geistliche Amt ordiniert. Er verfasste komische und humoristische Prosa- und Verserzählungen, die ab 1837 als Ingoldsby legends veröffentlicht wurden. Kennzeichnend für die Werke Barhams sind ein makabrer Witz und eine deutliche Ausrichtung hin in das Groteske.

## Werke
- Übers. Heiko Postma: Ein eigentümlicher Vorgang im Leben des verstorbenen Dr. theol. Henry Harris (Singular Passage in the Life of the Late Henry Harris D. D.). jmb, Hannover 2012 ISBN 978-3-940970-24-4
- Übers. Ilse Hecht: Frau Rohesia. (Auszug aus Ingoldsby Legends.) Zuerst Sammlung Dieterich, 56. Dieterich’sche Verlagsbuchhandlung, Leipzig 1951; wieder in: Englische Erzähler des 19. Jahrhunderts. Hg. Gerhard Schneider. Verlag Neues Leben, Berlin 1962, S. 39–48